# Ropraz
Ropraz is een gemeente en plaats in het Zwitserse kanton Vaud en maakt sinds 1 januari 2008 deel uit van het Broye-Vully. Voor 2008 maakte de gemeente deel uit van het toenmalige district Oron.
Ropraz telt 361 inwoners.